# Benedetto Gravina
Benedetto Gravina (Bari, 5 settembre 1956) è un ex pugile italiano.

## Biografia
Nato a Bari nel 1956, gareggiava nella classe di peso dei 71 kg (pesi superwelter).
A 23 anni ha partecipato ai Giochi olimpici di Mosca 1980, nei pesi superwelter, uscendo al 1º turno, battuto dal cecoslovacco Ján Franek, poi bronzo, per KO. 
Nello stesso anno è passato al professionismo, disputando soli 11 match, perdendone 6 (5 per KO), vincendone 3 (2 per KO) e pareggiandone 2, prima di ritirarsi nel 1984.